# Lithophane contenta
Lithophane contenta är en fjärilsart som beskrevs av Augustus Radcliffe Grote 1880. Lithophane contenta ingår i släktet Lithophane och familjen nattflyn. Inga underarter finns listade i Catalogue of Life.